# Kidult
Kidult ist ein Kofferwort (Bildung aus englisch kid ‚Kind‘ und adult ‚Erwachsener‘) und bezeichnet hauptsächlich einen Erwachsenen, der bewusst kindliche oder Kindern zugeordnete Verhaltensweisen, Hobbys oder Vorlieben für Produkte pflegt. Auch werden mit dem Begriff, der in den USA bereits seit den 1960er-Jahren benutzt wird, laut Oxford English Dictionary bestimmte Medien beschrieben, ein Genre von Spielen, Filmen oder Fernsehsendungen, die Kinder und Erwachsene ansprechen sollen.
Beispielsweise sind bei erwachsenen Frauen Produkte der Hello-Kitty-Serie beliebt, die ursprünglich eigentlich für junge Mädchen produziert wurden.
Gelegentlich wird das Wort auch in umgekehrter Bedeutung benutzt: Für ein Kind oder einen Jugendlichen, der sehr früh Verantwortung übernimmt oder andere erwachsenentypische oder Erwachsenen zugerechnete Verhaltensweisen zeigt.
Der Begriff stellt nicht notwendigerweise eine geringschätzige oder psychopathologische Wertung dar.